# Amphiprion perideraion
Amphiprion perideraion, còn có tên thông thường là cá khoang cổ tím, là một loài cá hề thuộc chi Amphiprion trong họ Cá thia. Loài này được mô tả lần đầu tiên vào năm 1855.

## Từ nguyên
Danh từ định danh của loài trong tiếng Hy Lạp cổ đại có nghĩa là "vòng cổ", hàm ý đề cập đến dải sọc phía sau mắt của chúng.

## Phạm vi phân bố và môi trường sống
Từ quần đảo Ryukyu (Nhật Bản), phạm vi của A. perideraion trải dài đến hầu hết vùng biển các nước Đông Nam Á và nhiều đảo quốc thuộc châu Đại Dương (xa nhất ở phía đông là đến quần đảo Samoa), phía nam đến Tây Úc và rạn san hô Great Barrier, và cả quần đảo Cocos (Keeling) và đảo Giáng Sinh. Nghiên cứu di truyền cho thấy, quần thể ở biển Java có sự khác biệt với phần còn lại của quần đảo Mã Lai.
A. perideraion sống cộng sinh với 4 loài hải quỳ, là Heteractis magnifica (thường thấy nhất), Heteractis crispa, Macrodactyla doreensis và Stichodactyla gigantea. Chúng được quan sát gần các rạn san hô ngoài khơi và trong các đầm phá ở độ sâu đến ít nhất là 38 m.

## Mô tả
A. perideraion có chiều dài cơ thể tối đa được ghi nhận là 10 cm. Loài cá hề này có màu hồng đến màu cam phớt hồng; các vây màu trắng nhạt. Có một dải sọc trắng ở sau đầu, và một dải sọc trắng dày hơn từ đỉnh đầu, ngay giữa mắt kéo dài dọc theo gốc vây lưng. Cá đực trưởng thành có viền cam trên vây lưng mềm cũng như rìa trên và dưới của vây đuôi.
Sọc trắng sau đầu giúp phân biệt A. perideraion với hai loài cá hề khác là Amphiprion akallopisos và Amphiprion sandaracinos.
Số gai ở vây lưng: 9–10; Số tia vây ở vây lưng: 16–17; Số gai ở vây hậu môn: 2; Số tia vây ở vây hậu môn: 12–13.

## Sinh thái học
Thức ăn của A. perideraion là động vật phù du, một số loài thủy sinh không xương sống và tảo.
A. perideraion là một loài lưỡng tính tiền nam (cá cái trưởng thành đều phải trải qua giai đoạn là cá đực) nên cá đực thường có kích thước nhỏ hơn cá cái. Một con cá cái sẽ sống thành nhóm cùng với một con đực lớn (đảm nhận chức năng sinh sản) và nhiều con non nhỏ hơn. Trứng được cá đực lớn bảo vệ và chăm sóc đến khi chúng nở.
Ở một rạn san hô ngoài khơi Okinawa (Nhật Bản), cả A. perideraion và Amphiprion clarkii cùng sống cộng sinh với H. crispa. Những nhóm cá thể trưởng thành của hai loài thường không chia sẻ vật chủ với nhau. Ngược lại, các nhóm A. perideraion đang lớn và cá con lại luôn sống chung với A. clarkii. Ở những nhóm này, khả năng sinh sản của A. perideraion lại bị ức chế bởi A. clarkii (một loài có kích thước lớn hơn), mặc dù A. perideraion đực trưởng thành đã chuyển đổi thành cá cái. Sau khi tất cả các thành viên của A. clarkii rời đi, A. perideraion trưởng thành mới có thể bắt đầu sinh sản.

## Thương mại
A. perideraion được đánh bắt bởi những người thu mua cá cảnh và cũng đã được nhân giống nuôi nhốt.